# 田原賢一
田原 賢一（たはら けんいち、1939年6月1日 - 2021年2月1日）は、日本の数学者。第10代愛知教育大学長。

## 略歴
兵庫県出身。1963年、大阪学芸大学（現・大阪教育大学）教育学部数学科を卒業、1964年、同大学専攻科修了。1969年、名古屋大学大学院理学研究科博士課程単位取得。理学博士。同年4月、同大学の専任講師、1969年に助教授、1981年に教授（代数学）。
2001年7月1日から2008年3月末まで愛知教育大学の学長を務めた。国立大学協会大学評価委員会委員など歴任。2015年春の叙勲で瑞宝重光章受章。
2021年2月1日、老衰のため、死去。81歳没。